# 愚园路865弄
愚园路865弄位于中華人民共和國上海市长宁区愚园路865弄，弄内30、31、32、33为上海市优秀历史建筑，建于1930年，砖木结构，占地面积2415平方米，建筑面积1426平方米，风格为英国乡村，建造后由陆秉祥接手对外出租。
交响乐人黄贻钧，蔡光天曾在弄内居住。弄内4号为1933年创办的愚园路第五幼儿园。